# Військовий довбиш
Військовий довбиш (кошовий довбиш) – військовий службовець у Запорізькій Січі (16-18 ст.), що відав військовими литаврами, за допомогою яких скликав запорожців на загальні козацькі ради (1 січня нового року, на 2-3-й день Великодня, на 1 жовтня – храмове свято Покрови Пресвятої Богородиці на Січі), а також перед військовими походами або під час прибуття на Січ офіційних осіб. 
Військовий довбиш здійснював також інші важливі функції, зокрема поліційні — роздягав засудженого і приковував до ганебного стовпа на січовому майдані, був присутній при виконанні вироків. На нього також були покладені обов'язки збирання мита на користь війська і податку при переправах через ріки (перевізне) в межах Вольностей Війська Запорізького. 
В підпорядкуванні військового довбиша був піддовбиш.
Довбишами також називали військових музикантів, що били у литаври. У великі литаври могли одночасно бити декілька довбишів.